# Nechvalín
Nechvalín (en allemand : Nechwalin) est une commune du district de Hodonín, dans la région de Moravie-du-Sud, en République tchèque. Sa population s'élevait à 346 habitants en 2020.

## Géographie
Nechvalín se trouve à 6 km au nord-ouest de Kyjov, à 23 km au nord-nord-ouest de Hodonín, à 38 km à l'est-sud-est de Brno et à 223 km au sud-est de Prague.
La commune est limitée par Lovčice à l'ouest et au nord, par Kyjov à l'est, et par Bukovany, Ostrovánky et Věteřov au sud.

## Histoire
La première mention écrite de la localité date de 1261.